# Saint-Nolff

Saint-Nolff este o comună în departamentul Morbihan, Franța. În 1 ianuarie 2022 avea o populație de 3.952 de locuitori.